# Theodora Angela (Byzanz)

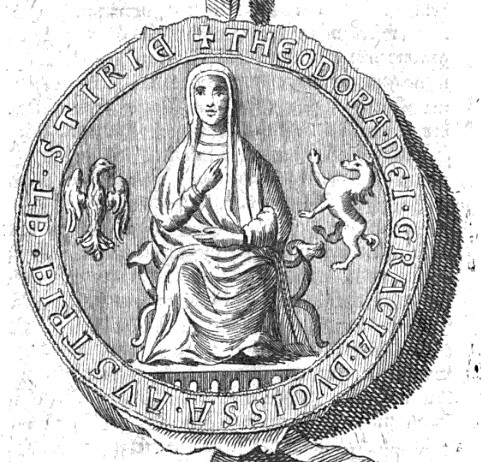
Siegel von Theodora Angelina als Herzogin von Österreich

Theodora Angelina (* zwischen 1180 und 1185, † 22./23. Juni 1246 in Kahlenberg) war als Gemahlin von Leopold VI. dem Glorreichen von Österreich Herzogin von Österreich und Steiermark, wurde als Witwe Zisterzienserin im Stift Lilienfeld.

## Herkunft
Theodora stammt aus der bedeutenden byzantinischen Adelsfamilie der Angeloi, die ihren Ursprung in Philadelphia im kleinasiatischen Lydien (heute Türkei) hat. Deren Aufstieg in die erste Reihe der byzantinischen Aristokratie begann mit Konstantin Angelos, der sich mit Theodora Komnene (* 1096), der jüngsten Tochter des byzantinischen Kaisers Alexios I. Komnenos, vermählte. In der Folge übten seine Söhne und Enkel hohe zivile und militärische Ämter aus, wobei zwischen 1185 und 1204 drei Mitglieder der Familie – Isaak II. Angelos, Alexios III. Angelos und Alexios IV. Angelos – den byzantinischen Kaiserthron bestiegen.
In den auf Lateinisch verfassten mittelalterlichen Quellen wird Theodora lediglich als die „Enkelin des Königs der Griechen bzw. Griechenlands“, also eines byzantinischen Kaisers, genannt (Theodoram neptam regis Graecorum duxit uxorem, Theodoram neptem regis Grecie). Dies führte zu verschiedenen Hypothesen durch Historiker zur Identität dieses Kaisers, entweder Isaak II. oder Alexios III. Andere Quellen hingegen übersetzten das lateinische neptis nicht mit dem klassischen Sinn von „Enkelkind“, sondern eher getreu dem mittelalterlichen Gebrauch als „Nichte“, bzw. „Großnichte“.
Der Byzantinist Andreas Rhoby hat die Lage inzwischen „zweifelsfrei“ geklärt: wie schon vom griechischen Historiker Konstantinos Varzos in seinem Standardwerk über die Komnenen vorgeschlagen, ist Theodora demnach die Tochter des Sebastokrators Isaak Komnenos Batatzes und der Anna Komnene Angelina, zweiten Tochter von Alexios III.
Mit ihrem späteren Ehemann Leopold VI. war sie entfernt verwandt, da beide in mütterlicher Linie von Kaiser Alexios Komnenos (1081–1118) abstammen.

## Leben
Theodora wuchs am byzantinischen Kaiserhof in Konstantinopel auf, das damals nicht nur die weitaus größte Stadt Europas, sondern auch bei weitem das wichtigste Zentrum abendländischer Kultur war. Sie erhielt daher wohl eine ihrem Stand entsprechende, umfassende Erziehung.

### Unruhige Kindheit in Konstantinopel
Ihre Kindheit durchlebte sie jedoch in sehr unruhigen Zeiten. Ihre Familie zählte zwar zu den ersten Familien von Byzanz, war jedoch erst 1185 in der Person ihres Onkels, Isaak II. Angelos durch einen Putsch auf den Thron des byzantinischen Reiches gekommen und musste die Herrschaft ständig gegen Feinde von Innen und Außen verteidigen:
Schon im ersten Jahr der Herrschaft ihres Onkels überrannten die sizilianischen Normannen unter König Wilhelm II. dem Guten mit 80.000 Mann den Balkan mit dem Ziel, Konstantinopel zu erobern. Nur mit äußerster Mühe konnte diese Invasion am Ufer des Strymon zurückgeworfen werden. Kurz zuvor hatte sich ein Usurpator, Isaak Komnenos, Zyperns bemächtigt und sich 1185 vom Patriarchen von Zypern zum Kaiser krönen lassen. Der Versuch von Kaiser Isaak II., die Insel wieder unter seine Kontrolle zu bringen, scheiterte kläglich. Ebenso wenig gelang es ihm kurz darauf, seinen Bruder, den älteren Onkel Theodoras, Alexios Angelos, der in sarazenische Gefangenschaft geraten war, durch eine Flottenexpedition nach Akkon zu befreien, da diese Flotte von den Normannen zerstört wurde.
Massive Steuererhöhungen führten 1187 zu Aufständen in Bulgarien, wobei Alexios Branas, der gegen die Normannen siegreiche General, statt die Bulgaren zu unterwerfen, sich in Adrianopel zum Kaiser ausrufen ließ und nunmehr versuchte, Konstantinopel zu erobern. Er konnte nur mit Hilfe von Isaaks Schwager, Konrad Markgraf von Montferrat, besiegt werden. Darüber hinaus mussten noch mehrere andere Prätendenten daran gehindert werden, sich des Thrones zu bemächtigen.
Im Jahr 1189 genehmigte Kaiser Isaak II. den Durchzug des Dritten Kreuzzuges unter Kaiser Friedrich I. Barbarossa, versuchte aber, sich durch ein Bündnis mit Saladin abzusichern. Es kam zu Missverständnissen und Kämpfen mit den Byzantinern, wobei Isaak nur durch die Drohung eines Angriffes der Kreuzfahrer auf Konstantinopel dazu veranlasst werden konnte, die vereinbarten Durchzugsbedingungen einzuhalten. Im darauf folgenden Jahr unternahm Isaak II. mehrere Militäroffensiven gegen die Bulgaren, entging dabei knapp dem Tod und wurde von ihnen 1195 bei Arcadiopolis (heute Lüleburgaz in Ostthrakien im europäischen Teil der Türkei) besiegt.
Kurz darauf, während der Abwesenheit von Kaiser Isaak II. auf der Jagd, ließ sich dessen älterer Bruder (und Onkel Theodoras) Alexios Angelos 1195 als Alexios III. zum Kaiser ausrufen, ließ Isaak II. gefangen nehmen, ihn blenden und in ein Verlies im Blachernen-Palast in den später nach ihm benannten „Turm des Isaak Angelos“ werfen. Gleichzeitig verstärkte sich im Osten der Druck der türkischen Seldschuken unter Suleiman II. Sultan von Rum (1196–1204) und vom Norden der der Bulgaren unter Zar Kalojan, deren Armeen die Reichsgrenzen überschritten.
Am 17. Juli 1203 bestürmten Truppen des Vierten Kreuzzuges Konstantinopel unter der Führung des Dogen von Venedig, Enrico Dandolo, eroberten Teile der Mauern und drangen in die Stadt ein, worauf Kaiser Alexius III. die Flucht ergriff. Am 1. August 1203 wurde – um den Kreuzfahrern entgegenzukommen – der blinde Isaak Angelos II. nach sieben Jahren Kerker aus dem Gefängnis geholt und wieder als Kaiser eingesetzt und sein Sohn, Alexios IV. Angelos, zum Mitkaiser ernannt.

### Eheschließung in Wien
Im gleichen Jahr verließ Theodora Konstantinopel, um sich im November 1203 mit Herzog Leopold VI. von Österreich und Steiermark zu vermählen. Dieses Hochzeitsfest in Wien soll überaus glanzvoll gewesen sein, denn in zeitgenössischen Jahrbüchern werden die Feiern als „magnifice“ und „pomposissime“ (großartig und pompös) beschrieben. Neben zahlreichen Fürsten nahmen geistliche Würdenträger, österreichische und steirische Ministeriale sowie Dichter und Spielleute teil. Auch der Minnesänger Walther von der Vogelweide war – wohl im Gefolge des kunstsinnigen Bischofs von Passau Wolfger von Erla, zu dessen Diözese auch Wien gehörte, zur Hochzeit angereist. Er soll dort sein berühmtes Preislied vorgetragen haben:
Ir sult sprechen willekomen:

der iu´maere bringet, daz bin ich…
Nach Karl Brunner war auch der unbekannte Dichter des Nibelungenliedes anwesend, der diese Hochzeit zum Vorbild für die von ihm geschilderte Heirat von Kriemhild mit König Etzel (Attila) nahm:
Do riten si von Tulne ze Wiene zuo der stat.
Es kamen allerdings so viele Gäste zur Hochzeit, dass gar nicht alle Festgäste in der Stadt Platz fanden, die zwar mit dem Lösegeld von König Richard Löwenherz von England gerade erst erweitert und mit neuen Stadtmauern umgeben worden war, aber nach einem verheerenden Brand im Jahr 1194 noch nicht zur Gänze wieder aufgebaut war.

### Nicht erfüllte politische Erwartungen
Die politischen Überlegungen hinter dieser Ehe lassen sich unschwer erkennen: Absicherung gegen das bedrohliche Ungarn, Stärkung der Beziehungen zum römisch-deutschen König Philipp von Schwaben (Ehemann von Theodoras Tante, Irene Prinzessin von Byzanz, einer Tochter von Kaiser Isaak II. Angelos) freundliche Aufnahme und effektive Unterstützung bei der Teilnahme an einem Kreuzzug.
Diese Überlegungen gingen allerdings nicht ganz auf:
Theodoras Vetter, Kaiser Alexius IV. Angelos, konnte seine großzügigen Versprechungen an die Kreuzfahrer (umfangreiche Zahlungen, massive militärische Unterstützung und Kirchenunion) – trotz harter Maßnahmen gegen die eigene Bevölkerung – nicht erfüllen. Er war daher bei den Griechen wie bei den Kreuzfahrern gleichermaßen unbeliebt. Nach internen Revolten wurde er am 25. Jänner 1204 von Alexios Dukas Murtzuphlos, dem Schwiegersohn von Theodoras älterem Onkel, Kaiser Alexius III. Angelos, und damit ein angeheirateter Vetter Theodoras, abgesetzt und am 5. Februar erdrosselt. Theodoras Onkel, Kaiser Isaak II., starb wenige Tage zuvor – am 28. Jänner 1204 durch Gift oder Schock.
Nach einem kurzen Intermezzo wurde Alexios Dukas Murtzuphlos am 5. Februar 1204 als Alexios V. zum Kaiser von Byzanz gekrönt und übernahm die Verteidigung der Stadt gegen die Kreuzfahrer.
Aber bereits am 12. April war auch dessen Herrschaft zu Ende, da er angesichts der erfolgreichen Belagerung aus der Stadt floh, worauf Konstantinopel am 13. April 1204 von den Truppen des Vierten Kreuzzuges erobert wurde. Es folgte eine grauenhaften Plünderung der Stadt und das (vorläufige) Ende des byzantinischen Reiches, das durch das Lateinische Kaiserreich abgelöst wurde. Am 16. Mai 1204 wurde Balduin Graf von Flandern (IX.) und Hennegau (VI.) in der Hagia Sophia vom Venezianer Thomas Morosini, dem neu eingesetzten ersten lateinischen Patriarchen von Konstantinopel, zum ersten Kaiser des Lateinischen Kaiserreiches von Konstantinopel gekrönt.
Der geflohene Kaiser Alexios V. (Murtzuphlos), der sich an seinen Schwiegervater, den abgesetzten Kaiser Alexios III. (Angelos), um Hilfe wandte, wurde von diesem nicht unterstützt, sondern geblendet und an die Kreuzfahrer ausgeliefert. Diese verurteilten ihn als Mörder von Kaiser Isaak II. und stürzten ihn in Konstantinopel von der Theodosius-Säule in den Tod.
Obwohl Theodora diesen dramatischen Untergang ihrer Familie und des orthodoxen Byzantinischen Reiches nicht direkt miterleben musste, kann wenig Zweifel daran bestehen, dass sie vom Untergang der ihr vertrauten Welt tief betroffen war.

### Herzogin von Österreich und Steiermark
Auch in Wien blieb Theodora als Gemahlin von Herzog Leopold VI. von Österreich und Steiermark nicht von außen- und innenpolitischen Komplikationen verschont, die sich aus der Grenzlage ihrer neuen Heimat ergaben. In Ungarn kam es nach dem Tod von König Béla III. im Jahr 1196 zu internen Machtkämpfen zwischen König Emmerich und dessen jüngeren Bruder Prinz Andreas, wobei österreichische und steirische Truppen auf der Seite von Andreas standen und für ihn in den ungarischen Grenzgebieten kämpften.
Nach mehreren vergeblichen Umsturzversuchen musste er schließlich 1204 nach Österreich fliehen, wo er am Hof seines Vetters, Leopold VI., und Theodoras freundlich aufgenommen wurde. Bereits kurz darauf starb König Emmerich am 26. August 1204, worauf Andreas Wien verließ und als Vormund des nunmehrigen Königs von Ungarn, seines fünfjährigen Neffen Ladislaus III., genannt das Kind, nach Ungarn zurückkehrte. Dort riss er jedoch die Macht an sich, worauf nunmehr die Witwe König Emmerichs, Konstanze von Aragón mit dem Kindkönig Ladislaus III. und der Stephanskrone nach Wien an den Hof Theodoras floh.
Der Tod des Kindkönigs im Jahre 1205 verhinderte den drohenden Krieg mit Ungarn, da nunmehr Andreas sich unbestritten als Andreas II. zum König von Ungarn krönen lassen konnte.
Theodoras Einfluss auf das Hofleben und die Politik am Wiener Hof ist mangels ausreichender Dokumente schwer nachzuvollziehen. Insbesondere bei den zahlreichen kirchlichen Stiftungen Leopold VI., bei dessen Bemühungen um die Schaffung eines eigenen Bistums in Wien oder bei der von Leopold sehr aktiv betriebenen Ketzerverfolgung ist eine aktive Teilnahme Theodoras nicht zu erkennen und im Hinblick auf ihre orthodoxe Erziehung auch kaum zu erwarten.
Auch an den Kreuzzügen, an denen Leopold VI. mehrfach teilnahm: 1212 in Südfrankreich gegen die Albigenser, dann in Spanien (Calatrava) gegen die Sarazenen, 1217 in Palästina und 1218 in Ägypten bei Damiette, nahm Theodora nicht teil. Dies, obwohl die Gemahlinnen anderer Fürsten durchaus auf Kreuzzügen zu finden waren.
Theodora hat aber wohl ihren Einfluss gelegentlich geltend gemacht: Etwa als es darum ging, die Ehepartnerin für ihren jüngsten Sohn, Friedrich II. den Streitbaren, zu bestimmen. Denn es ist wohl ihr zu verdanken, dass er, statt mit der von Leopold vorgesehenen Prinzessin aus dem Haus der Arpaden, mit Eudokia Laskarina (auch Sophia Laskaris genannt), 1229 einer Tochter des byzantinischen Kaisers im Exil in Nikaia, Theodor I. Laskaris (1206–1222), (* c. 1174, † 1222) verheiratet wurde. Allerdings überstand diese Ehe, wenn sie denn überhaupt zustande kam, nicht das erste Jahr.
Anzunehmen ist auch, das etwas von der griechischen Lebensart und Kultur am Wiener Hof Eingang gefunden hat und sie vielleicht sogar einen Beitrag zur deutschen Folklore geleistet hat, da vermutlich der Refrain des populären Kinderliedes „Heia popeia“ auf Theodora zurückgeht. Laut  kommt es von altgriechisch 'Hoide o paide' = 'schlaf, o Kind', das umgangssprachlich abgeschliffen wurde.
Eine Erinnerung an sie lebt auch in den Überresten des sogenannten „Wohnhaus der Herzogin-Witwe Theodora“ in Hainburg an der Donau in Niederösterreich weiter.

### Wenig Freude mit den Söhnen
Mit ihren Söhnen hatte Theodora wenig Glück:
Der Älteste, ihr Lieblingssohn, der Erbherzog Leopold, verstarb schon 1216 noch als Kind, beim Spielen durch Sturz von einem Baum in Klosterneuburg. Diesen Verlust überwand Theodora nie. Noch 1226 stiftete sie an seinem Grab ein ewiges Licht.
Ihr zweiter Sohn, Heinrich der Grausame, zettelte – unterstützt vom „Erbfeind“ des Hauses, dem böhmischen König Ottokar I. Přemysl – einen Aufstand gegen seinen abwesenden Vater Herzog Leopold VI. an, wobei er seine Mutter Theodora aus ihrer Residenz in Hainburg an der Donau vertrieb.
Ihr jüngster Sohn, Friedrich der Streitbare, begabt, aber zügellos und überheblich, entzog ihr nicht nur ihren Besitz, sondern drohte sogar damit, „ihr die Brüste abschneiden zu lassen, wenn er ihrer habhaft würde.“ Sie floh daher nach Böhmen zu König Wenzel I. (1230–1253) und damit zum traditionellen Rivalen des Hauses Österreich. Sie konnte sich jedoch dort auf dessen Gemahlin, Kunigunde von Hohenstaufen, stützen, die als Tochter des römisch-deutschen Königs Philipp von Schwaben und der Irene Angela (Tochter des Kaisers Isaak II. Angelos) ihre Cousine war. Von dort ging sie an den Hof von Kaiser Friedrich II., um sich dort über das Verhalten ihres Sohnes zu beschweren. Im Jahre 1235 wurde daher am Hoftag zu Mainz ein reichsgerichtliches Verfahren gegen Herzog Friedrich eingeleitet, das ihr die Rückkehr nach Österreich ermöglichte.
Trotz dieser bitteren Erfahrung war es für Theodora sicher schwer, erleben zu müssen, dass auch ihr dritter und jüngster Sohn noch vor ihr verstarb und damit nach 250 Jahren das erste Haus Österreich in männlicher Linie erlosch, da Friedrich II. ohne Nachkommen geblieben war.

### Herbst des Lebens
Theodora trat noch einmal bei der feierlichen Beerdigung der Gebeine ihres Gemahls ins Rampenlicht. Dazu kam es, da Leopold auf Wunsch von Kaiser Friedrich II. an einer Tagung in Ceprano (in der Region Latium) in Italien mit einem beachtlichen Gefolge österreichischer Ministerialen teilnahm. Dies, um als Schwiegervater des Sohnes des Kaisers seine bewährten diplomatischen Fähigkeiten zur Lösung der offenen Konflikte zwischen dem Kaiser – dem gebannten Kreuzfahrer – und dem Papst Gregor IX. (Ugolino dei conti di Segni) einzusetzen. Nach dem erfolgreichen Abschluss der Verhandlungen in San Germano (heute Cassino) – wo er in der Vertragsurkunde an der Spitze der weltlichen Fürsten aufscheint – starb er wenige Tage später, am 28. Juli 1230. In üblicher Weise wurde der Leichnam Leopolds ausgekocht, sein Fleisch im Kloster Montecassino bestattet und die Knochen nach Österreich gebracht, um sie in seiner Stiftung, dem Stift Lilienfeld, beizusetzen. Die Beisetzung erfolgte in Anwesenheit der Herzogin-Witwe Theodora und zahlreicher Fürsten, an ihrer Spitze Eberhard II. von Regensberg, Erzbischof von Salzburg (1200–1246) und Bernhard von Spanheim, Herzog von Kärnten (1202–1256), die beide Leopolds prostaufische Haltung geteilt hatten und mit ihm in Ceprano und San Germano verhandelt hatten.
Papst Gregor IX. (Ugolino dei conti di Segni) richtete ein Beileidsschreiben an Herzogin Theodora, in dem er den Tod des „christianissimus princeps“ (des allerchristlichsten Fürsten) bedauerte, da er sich so große Verdienste um die Kirche erworben und so klug zum Frieden zwischen dem Apostolischen Stuhl und dem Kaiser beigetragen hatte.
Theodora, die ihren Sitz in der Herzogsburg in Klosterneuburg genommen hatte, schenkte die Burg Kahlenberg, die sich nach Karl Lechner im Kahlenbergerdorf am Fuße des heute Leopoldsberg genannten früheren „Kahlenberg“ an der Donauuferstraße nördlich von Wien befunden haben soll – sich vermutlich aber am Leopoldsberg selbst befunden hat – samt der dazugehörigen Pfarre dem Stift Klosterneuburg.
Theodora, die später Nonne wurde, verstarb am 23. Juni 1246 entweder in der Burg am Kahlenberg (heute Leopoldsberg) oder im darunter liegenden Kahlenbergerdorf. Sie überlebte damit auch ihren letzten Sohn Friedrich den Streitbaren, der eine Woche zuvor, am 15. Juni 1246, in der Schlacht an der Leitha gefallen war.

## Kinder
Herzog Leopold VI. und Theodora hatten sieben Kinder:
- Margarete von Österreich (* 1204 oder 1205; † 29. Oktober 1266), 1227–1235 römisch-deutsche Königin, Herzogin von Österreich, 1253–1260 Königin von Böhmen (* um 1205; † Burg Krumau am Kamp (Niederösterreich) 1266/ 1267), begraben im Stift Lilienfeld

⚭ 1.) Nürnberg 29. November 1225 Heinrich (VII.) von Hohenstaufen, römisch-deutscher König († 1246)
⚭ 2.) Hainburg 8. April 1252 Ottokar II. Přemysl, König von Böhmen, Markgraf von Mähren (1253–1278), geschieden 1261/62, † 26. August 1278
- Agnes von Österreich (* 1206; † 1226)

⚭ Albrecht I., Herzog von Sachsen (1212–1261), † 8. November 1261
- Leopold (Erb-)Herzog von Österreich (* 1205, † Klosterneuburg 13. August 1216)
- Heinrich der Grausame von Österreich ab 1216 (Erb-)Herzog von Österreich (* 1208, † 29. November 1226), begraben im Stift Heiligenkreuz

⚭ 29. November 1225 Agnes von Thüringen (1247†), Tochter von Hermann I. Landgraf von Thüringen, Pfalzgraf von Sachsen und ⚭ 2.) ihren Schwager, Albrecht I. Herzog von Sachsen († 1261)
- Gertrud von Österreich (* 1210; † 1241)

⚭ Heinrich Raspe IV., Landgraf von Thüringen, römisch-deutscher Gegenkönig († 16. Februar 1247)
- Friedrich II. „der Streitbare“ Herzog von Österreich und der Steiermark (1230–1246) als Nachfolger seines Vaters (* 1211; † fällt 15. Juni 1246)

⚭ 1.) 1226 Eudokia/Sophia Laskarina Prinzessin von Byzanz, verstoßen 1229, eine Tochter von Theodor I. Laskaris Kaiser von Byzanz in Nikaia (1208–1223) (Sie war 1222 verlobt mit Robert von Courtenay, dem (lateinischen) Kaiser von Konstantinopel und heiratete 2.) v. 1230 Anseau de Cayeux, 1238 Regent des Lateinischen Kaiserreiches von Konstantinopel, † n. 1240.)
⚭ 2.) 1229 Agnes von Andechs-Meranien, geschieden 1240 († 1269), eine Tochter von Otto I. Herzog von Meranien Graf von Andechs. (Sie ⚭ 2.) Ulrich III. von Spanheim, Herzog von Kärnten, † 1269)
- Konstanze von Österreich (* 1212; † 1243)

⚭ 1. Mai 1234 Heinrich III. „der Erlauchte“, Markgraf von Meißen und von der Lausitz (1221–1288) und seit 1249 Landgraf von Thüringen († 1288)